# Patrik Eliáš
Patrik Eliáš (Třebíč, 13 aprile 1976) è un ex hockeista su ghiaccio ceco, fino al 1993 cecoslovacco.
Dalla stagione 1995-1996 ha giocato nella National Hockey League per i New Jersey Devils. Ha vinto la Stanley Cup due volte con i Devils nel 2000 e nel 2003. È il miglior marcatore nella storia della squadra di Newark, avendo superato, nel 2009, John MacLean. Dopo un periodo di inattività, ha annunciato il ritiro nel marzo 2017.

## Carriera

### Club
Dopo tre stagioni in patria con il Kladno, nel 1994 venne selezionato al Draft NHL dai New Jersey Devils come cinquantunesima scelta assoluta. Dopo alcuni anni alternati con gli Albany River Rats, la squadra affiliata militante in American Hockey League, si affermò in prima squadra nella stagione 1997-1998, in cui giocò 74 partite e venne inserito nell'All-Rookie Team. Nella stagione 1999-2000 vinse la Stanley Cup, realizzando anche l'assist per il gol decisivo di Jason Arnott nei supplementari della gara-6 con i Dallas Stars, battuti pertanto 4-2 in serie. Raggiunse la finale nuovamente l'anno dopo, perdendo però con i Colorado Avalanche; in compenso, vinse l'NHL Plus/Minus Award. Tornò al successo nel 2003 quando, da campioni dell'Atlantic Division, i Devils arrivarono anche in finale di Stanley Cup e superarono per 4-3 in serie gli Anaheim Ducks, vincendo di nuovo il titolo; Elias segnò, nella finale, tre gol e quattro assist.
Nel corso della stagione del Lock-Out giocò in Repubblica Ceca con lo Znojemsti ed in Superliga con il Metallurg Magnitogorsk. Durante questo periodo, Elias contrasse l'epatite virale A mangiando pesce mal cotto e pertanto nella stagione successiva, a seguito della riapertura del campionato, riuscì a tornare in campo solo il 3 gennaio 2006, chiudendo la regular season con 38 partite giocate e da vincitore della Division. Nella prima gara dei playoff, contro i New York Rangers, realizzando due gol e quattro assist, divenne il decimo giocatore nella storia dell'NHL a realizzare 6 punti in una sola gara di playoff; i Devils passarono il primo turno, ma furono eliminati poi in semifinale di Conference. Al termine della stagione, Elias si ritrovò svincolato, e fu molto vicino a trasferirsi ai Rangers, tuttavia decise poi di rimanere in New Jersey firmando un contratto di 7 anni, per 42 milioni di dollari.
Il 5 ottobre 2006 Elias fu nominato capitano della squadra, sostituendo Scott Stevens: fu il primo capitano europeo dei Devils, ruolo di cui fu però privato il 5 dicembre 2007, e che fu assegnato a Jamie Langenbrunner.

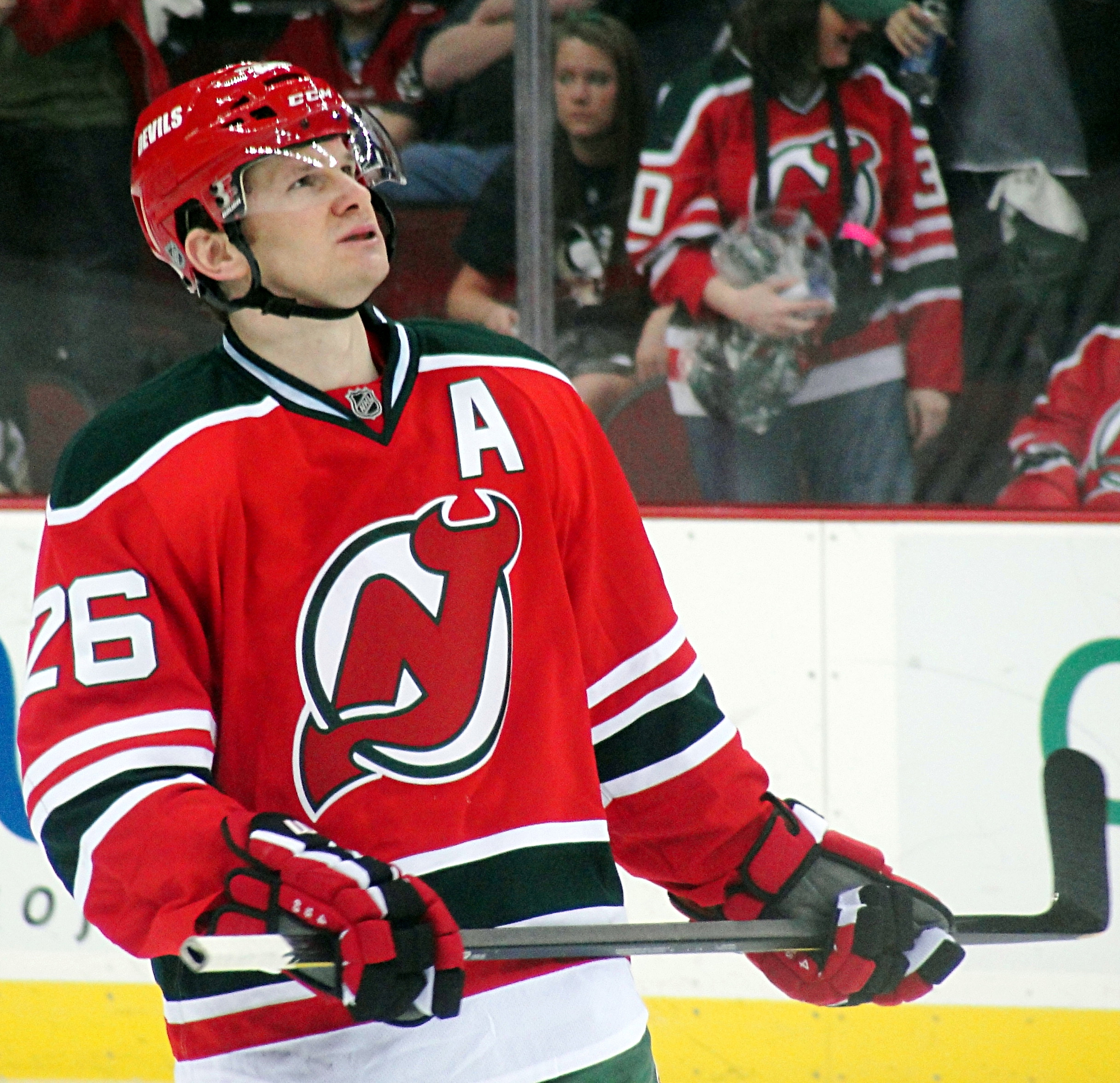
Elias nel 2012

Il 17 marzo 2009, nella gara vinta per 3-2 con i Chicago Blackhawks, Elias realizzò il suo 702º punto in regular season, grazie all'assist per il gol di Brian Gionta: Elias divenne così il miglior marcatore nella storia dei New Jersey Devils. La vittoria della stessa partita, inoltre, diede al compagno di squadra Martin Brodeur la 552ª vittoria in carriera, che lo rese il portiere con più vittorie nella storia dell'NHL. Sempre nel 2009 vinse lo Zlatá hokejka, il premio assegnato al miglior giocatore ceco dell'anno.
Il 12 dicembre, poi, segnò il suo 300º gol in carriera in una partita con i Philadelphia Flyers.
Il 19 febbraio 2011, Elias, con il terzo assist nella gara con i Carolina Hurricanes, raggiunse gli 800 punti in carriera. Il 17 dicembre, con la doppietta realizzata ai Montreal Canadiens, ha superato John MacLean come miglior marcatore (in fatto di gol) della squadra, arrivando a 348. Il 6 gennaio 2012 ha giocato la sua 1000ª partita in NHL, tutte con la maglia dei Devils; nell'occasione, ha messo a segno un gol e due assist contro i Florida Panthers. Nei playoff, in cui ha messo a segno 5 gol e 3 assist in 24 partite, i Devils sono stati battuti per 4-2 nella serie finale dai Los Angeles Kings.
Il 27 gennaio 2013 ha registrato il suo 900º punto in carriera nella gara persa per 4-3 con i Montreal Canadiens, in cui ha messo a referto un gol e due assist. Con 36 punti (14 gol e 22 assist) in 48 partite (la stagione era stata accorciata per il lock-out), è risultato il migliore dei Devils per punti ed assist, ma la sua squadra non ha raggiunto la post-season.
Il 31 marzo 2017 Elias ha annunciato il ritiro.

## Statistiche
| 1992-93         | HC Rabat Kladno        | Ceco            | 2   | 0   | 0   | 0   | 0   | --  | -- | -- | --  | -- |
| 1993-94         | HC Rabat Kladno        | RepCeca         | 15  | 1   | 2   | 3   | 0   | 11  | 2  | 2  | 4   | 0  |
| 1994-95         | HC Rabat Kladno        | RepCeca         | 28  | 4   | 3   | 7   | 37  | 7   | 1  | 2  | 3   | 12 |
| 1995-96         | Albany River Rats      | AHL             | 74  | 27  | 36  | 63  | 83  | 4   | 1  | 1  | 2   | 2  |
| 1995-96         | New Jersey Devils      | NHL             | 1   | 0   | 0   | 0   | 0   | --  | -- | -- | --  | -- |
| 1996-97         | Albany River Rats      | AHL             | 57  | 24  | 43  | 67  | 76  | 6   | 1  | 2  | 3   | 8  |
| 1996-97         | New Jersey Devils      | NHL             | 17  | 2   | 3   | 5   | 2   | 8   | 2  | 3  | 5   | 4  |
| 1997-98         | Albany River Rats      | AHL             | 3   | 3   | 0   | 3   | 2   | --  | -- | -- | --  | -- |
| 1997-98         | New Jersey Devils      | NHL             | 74  | 18  | 19  | 37  | 28  | 4   | 0  | 1  | 1   | 0  |
| 1998-99         | New Jersey Devils      | NHL             | 74  | 17  | 33  | 50  | 34  | 7   | 0  | 5  | 5   | 6  |
| 1999-00         | New Jersey Devils      | NHL             | 72  | 35  | 37  | 72  | 58  | 23  | 7  | 13 | 20  | 9  |
| 1999-00         | HC Pardubice           | RepCeca         | 5   | 1   | 4   | 5   | 31  | --  | -- | -- | --  | -- |
| 2000-01         | New Jersey Devils      | NHL             | 82  | 40  | 56  | 96  | 51  | 25  | 9  | 14 | 23  | 10 |
| 2001-02         | New Jersey Devils      | NHL             | 75  | 29  | 32  | 61  | 36  | 6   | 2  | 4  | 6   | 6  |
| 2002-03         | New Jersey Devils      | NHL             | 81  | 28  | 29  | 57  | 22  | 24  | 5  | 8  | 13  | 26 |
| 2003-04         | New Jersey Devils      | NHL             | 82  | 38  | 43  | 81  | 44  | 5   | 3  | 2  | 5   | 2  |
| 2004-05         | HC JME Znojemští Orli  | RepCeca         | 28  | 8   | 20  | 28  | 65  | --  | -- | -- | --  | -- |
| 2004-05         | Metallurg Magnitogorsk | RSL             | 17  | 5   | 9   | 14  | 28  | --  | -- | -- | --  | -- |
| 2005-06         | New Jersey Devils      | NHL             | 38  | 16  | 29  | 45  | 20  | 9   | 6  | 10 | 16  | 4  |
| 2006-07         | New Jersey Devils      | NHL             | 75  | 21  | 48  | 69  | 38  | 10  | 1  | 9  | 10  | 4  |
| Totali nell'NHL | Totali nell'NHL        | Totali nell'NHL | 671 | 244 | 329 | 573 | 333 | 121 | 35 | 69 | 104 | 71 |

## Palmarès

### Club
- Stanley Cup: 2

New Jersey: 1999-2000, 2002-2003

### Individuale
- NHL Plus/Minus Award: 1

2000-2001
- NHL First All-Star Team: 1

2000-2001
- NHL All-Rookie Team: 1

1998-1999
- NHL All-Star Game: 4

2000, 2002, 2011, 2015
- AHL All-Star Classic: 1

1997